# Pêra Rocha do Oeste

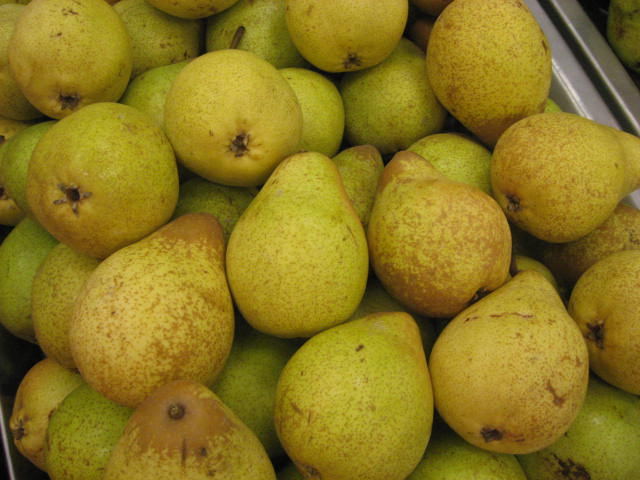
Pêra Rocha do Oeste en vrac en rayon.

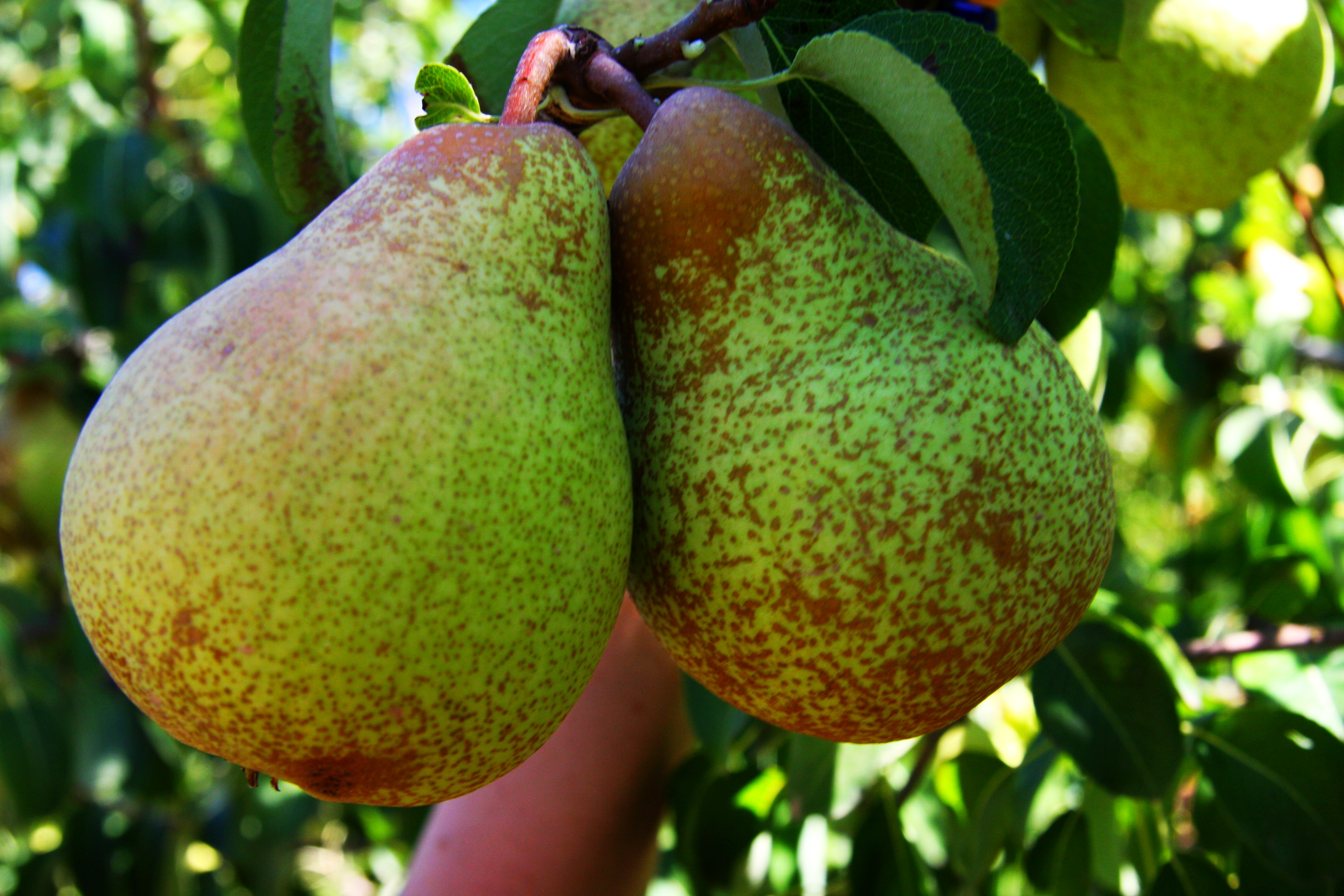
Pêra Rocha do Oeste sur l'arbre.

La zone de production agricole de la pêra Rocha do Oeste se trouve dans la région de Oeste au Portugal.

La pêra Rocha do Oeste est l'appellation d'origine d'une poire de la variété de poirier rocha cultivé dans la région d'Oeste au Portugal. Cette appellation est préservée via une appellation d'origine protégée (AOP).

## Origine
Elle fut découverte dans la région ouest du Portugal en 1836, plus précisément dans la municipalité de Sintra. Le code price look-up (PLU) de cette variété est le 3024.

## Description
C'est la poire la plus connue au Portugal, avec des caractéristiques spécifiques :
- Taille moyenne de 55 mm à 75 mm
- Forme ovale, piriforme
- Épiderme fin et lisse
- Couleur jaune et verte
- Russeting typique autour du pédoncule
- Couleur de la chair : blanche
- Chair dure et ferme, croquante et sucrée
- La poire « Rocha » est très sensible à la tavelure (Venturia pyrina) et aussi à certains champignons pathogènes (Stemphylium vesicarium)[1]

## Culture
Plus de 13 520 tonnes ont été exportées, en 2004, au Royaume-Uni, au Brésil, en France, au Canada et en Espagne.
Au cours de la saison commerciale 2013/2014, le Portugal a exporté environ 120 000 tonnes de poires Rocha dans différents pays dans le monde, soit 57 % de la production totale qui s'est élevée à 210 000 tonnes cette année-là.
Les principales destinations ont été :
Brésil avec 48 000 tonnes
Royaume-Uni avec 21 600 tonnes
France avec 14 000 tonnes
Maroc avec 10 500 tonnes
Russie avec 6 500 tonnes
Pologne avec 3 500 tonnes
République d'Irlande avec 3 000 tonnes
Allemagne avec 2 200 tonnes.